# Adolf Grimme

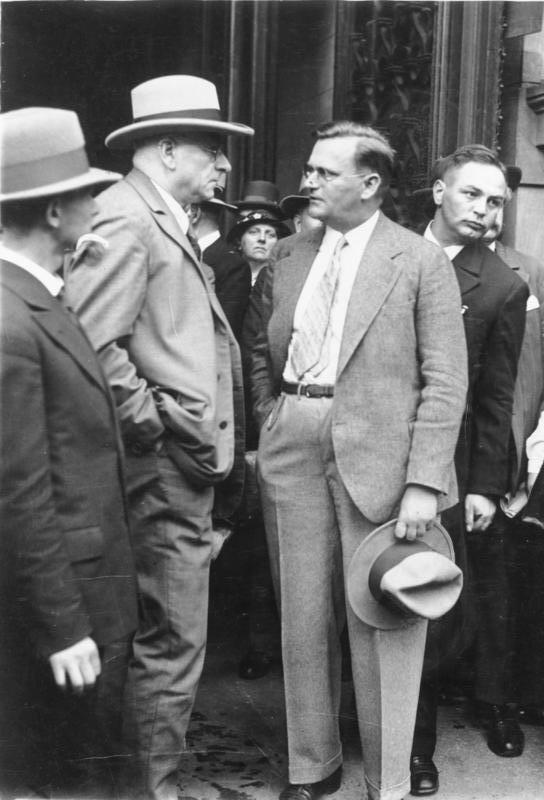
Otto Braun (à gauche) et Adolf Grimme devant le Landtag de Prusse après la séance du 24 mai 1932

Adolf Berthold Ludwig Grimme (né le 31 décembre 1889 à Goslar et mort le 27 août 1963 à Degerndorf am Inn) est un homme politique allemand (SPD) à la fin de la République de Weimar et au début de la République fédérale, le premier ministre de l'Éducation de Basse-Saxe et directeur général de la Nordwestdeutscher Rundfunk (NWDR). Le prix Adolf-Grimme porte son nom. Durant la Seconde Guerre mondiale, il est résistant au nazisme au sein du réseau Orchestre rouge. 

## Biographie

### Jusqu'en 1945
Le fils du chef de gare de Goslar étudie à l'école primaire de Weferlingen et les lycées de Sangerhausen et Hildesheim. Après avoir obtenu son diplôme d'études secondaires, il étudie la philosophie et la langue et la littérature allemande à Halle, Munich et Göttingen de 1908 à 1914,  avec entre autres Edmund Husserl, et participe au mouvement des étudiants libres pendant cette période. En 1914, il est diplômé de l'examen d'État et, après avoir travaillé comme assistant d'études à Leer, il devient conseiller étudiant à Hanovre en 1919. 
De 1918 à 1920, Grimme est membre du DDP; après l'assassinat de Walter Rathenau, il rejoint le SPD et le Bund Entschiedener Schulreformer en 1922. En tant que protestant non dogmatique, Grimme appartient également au Bund der Religiösen Sozialisten. Le lien entre le christianisme et le socialisme reste décisif pour lui tout au long de sa vie; son dicton est devenu célèbre : «Un socialiste peut être chrétien, un chrétien doit être socialiste."  
En 1923, Grimme est promu au conseil supérieur des élèves et devient membre du collège provincial de Hanovre, du lycée pour les écoles supérieures de filles à Magdebourg en 1925, puis du conseil ministériel au ministère de l'Éducation prussien et assistant personnel du ministre de l'Éducation Carl Heinrich Becker en 1928 et, un an plus tard, vice-président du collège provincial de Berlin et de la marche de Brandebourg. En janvier 1930, il succède à Becker en tant que dernier ministre de l'Éducation d'un gouvernement étatique démocratiquement élu en Prusse, qui est destitué en 1932 lors du "coup de Prusse". En même temps, il est un représentant prussien pour le Reichsrat. Il est officiellement démis de ses fonctions en mars 1933. De 1932 à 1933, Grimme est membre au Landtag de l'Étal libre de Prusse pour le SPD. 
Pendant l'ère nazie, Grimme vit sans bureau et sans emploi dans une situation économique difficile et écrit un commentaire sur l'Évangile de Jean. Malgré tout, l'éditeur Walter de Gruyter l'emploie comme correcteur. 
Par l'intermédiaire de son ami Adam Kuckhoff, il entre en contact avec les groupes de résistance connus sous le nom d'Orchestre rouge. En 1942, il est arrêté par la Gestapo après une perquisition et en 1943, condamné à trois ans de prison pour "non-signalement d'une tentative de haute trahison". 
En mai 1945, Grimme est libéré de la prison de Hambourg-Fuhlsbüttel. Le 15 septembre 1945, il dépose une plainte contre le juge nazi Manfred Roeder (de) pour avoir participé aux condamnations de 49 membres de l'Orchestre Rouge ainsi que de Dietrich Bonhoeffer, Hans von Dohnányi, Arvid Harnack et bien d'autres. Ces procédures sont prolongées à la fin des années 1960 par les avocats du parquet de Lunebourg, puis abandonnées.

### Après 1945
Après la fin de la Seconde Guerre mondiale et du régime nazi, Adolf Grimme est nommé par la puissance occupante britannique directeur du gouvernement le 1er août 1945 pour diriger le département des arts, des sciences et de l'éducation populaire de la haute présidence de la province de Hanovre. En 1946, il est nommé responsable de l'éducation dans la zone britannique, en tant que tel également membre du conseil consultatif de zone et ministre de l'Éducation de l'État de Hanovre. En tant que commissaire, il est l'un des initiateurs d'une conférence à Londres, qui permet aux prisonniers de guerre allemands des camps anglais d'obtenir un certificat de fin d'études au camp d'études de Norton Camp. Après la création du Land de Basse-Saxe, il est le premier ministre de l'Éducation de Basse-Saxe dans le gouvernement du ministre-président Hinrich Wilhelm Kopf. 
Adolf Grimme est membre du parlement de l'État de Hanovre et du Landtag de Basse-Saxe (du 9 décembre 1946 au 28 mars 1947). Il est également membre du premier Landtag élu jusqu'en 1948. Lors du premier congrès du parti SPD d'après-guerre à Hanovre en 1946, Adolf Grimme est élu au comité exécutif du parti. En 1948, il est élu président de la Studienstiftung des deutschen Volkes nouvellement créée. 
En mars 1948, il est nommé au conseil d'administration de la Nordwestdeutscher Rundfunk (NWDR) et en mai en tant que président. En septembre 1948, le conseil d'administration l'élit à l'unanimité comme le premier directeur général de la société de radiodiffusion qui est de loin le plus importante de l'Allemagne, qui était jusque-là dirigée par l'agent de contrôle britannique Hugh Carleton Greene. Adolf Grimme prend ses nouvelles fonctions le 15 novembre 1948. En 1952, il est confirmé comme directeur général pour cinq autres années. Lorsque le NWDR est divisé en Norddeutscher Rundfunk et Westdeutscher Rundfunk à la fin de 1955, Grimme prend sa retraite le jour de son 66e anniversaire. Il passe sa retraite à Degerndorf am Inn. Sa tombe se trouve au cimetière municipal Engesohde à Hanovre.

### Famille
Le 10 avril 1916 Grimme épouse la peintre Mascha Brachvogel, avec qui il a une fille et deux fils, dont l'un meurt jeune. Après la Seconde Guerre mondiale, le divorce est prononcé. De 1947 jusqu'à sa mort, Grimme est marié à l'ancienne épouse du ministre-président de Basse-Saxe Hinrich Wilhelm Kopf, Josefine (de), née von Behr en 1907. 

## Autres mandats
- Président de la Studienstiftung des deutschen Volkes (1948-1963)
- Sénateur de la Max Planck Society (1948-1963)
- Membre du comité consultatif de la Deutsche Akademie für Sprache und Dichtung de Darmstadt (1956-1962)
- Membre du centre PEN d'Allemagne (depuis 1959)

## Récompenses
- Médaille Goethe pour l'art et la science (1932)
- Doctorat honoris causa de l'Université de Göttingen (1948)
- Plaque Goethe de la ville de Francfort-sur-le-Main (1949)
- Grand officier de l'ordre du Mérite de la République fédérale d'Allemagne (1954)

## Prix et Institut Grimme
Le prix Adolf-Grimme (depuis 2010: prix Grimme) de l'Association allemande d'éducation des adultes porte le nom d'Adolf Grimme et est décerné pour la première fois à Marl en 1964. En 1973, l'institut des médias qui porte son nom est fondé à Marl, qui organise et dirige la cérémonie de remise du prix Grimme chaque année depuis 1977. Depuis 2001, l'Institut Adolf Grimme décerne également le Grimme Online Award dans diverses catégories pour les contributions dans les nouveaux médias . 

## Travaux
- Vom Sinn und Widersinn der Reifeprüfung. (= Entschiedene Schulreform, Heft 5), Verlag Ernst Oldenburg, Leipzig 1923.
- Der religiöse Mensch. Eine Zielsetzung für die neue Schule. (= Die Lebensschule – Schriftenfolge des Bundes Entschiedener Schulreformer, Heft 11) Verlag C. A. Schwentschke & Sohn, Berlin 1923.
- Das neue Volk – der neue Staat. 7 Ansprachen. Verlag J. H. W. Dietz, Berlin 1932.
- Auf freiem Grund mit freiem Volk. Verlag J. H. W. Dietz, Berlin 1932.
- Vom Wesen der Romantik. Verlag Westermann, Braunschweig/Berlin/Hamburg 1947.
- Selbstbestimmung. Reden aus den ersten Jahren des Wiederaufbaus. Hrsg. von Hans Thierbach, Verlag Westermann, Braunschweig/Berlin/Hamburg 1947.